# Phallonemertes murrayi
Phallonemertes murrayi är en djurart som tillhör fylumet slemmaskar, och som först beskrevs av Brinkmann 1912.  Phallonemertes murrayi ingår i släktet Phallonemertes och familjen Phallonemertidae. Inga underarter finns listade i Catalogue of Life.